# J・H・モーガン
J・H・モーガン（Jay Hill Morgan、1873年12月10日 - 1937年6月6日）は、アメリカ・ニューヨーク州バッファロー出身の建築家。1920年（大正9年）に来日し、三菱合資会社地所部が計画する丸ノ内ビルディングや郵船ビルディングなど、日本の建設業近代化の礎となる大規模ビルディングの建設に設計技師長として参画。米国の先進的な施工技術を日本へ伝える大きな役割を果たした。1922年（大正11年）には設計事務所を開設し、1937年（昭和12年）に亡くなるまで、ベーリック・ホールなどの邸宅や学校・教会などのミッション建築を主体に、銀行や病院など多くの作品を設計した。

## 経歴
- 1868年（明治元年）12月10日 - ニューヨーク州バッファローで家具職人トーマス・モーガンの長男として誕生[1]。
- 1885年（明治18年） - この頃、ミネソタ州ミネアポリスに一家で転居。
- 1889年（明治22年） - ワレン・B・ダネルの事務所に製図工（ドラフトマン）として勤務。
- 1892年（明治25年） - ウィスコンシン州ミルウォーキーのウィリアム・D・キンボールの事務所に製図工として勤務。この頃、オーガスタ・ジュヌビエーブ・ショッソーと結婚。
- 1896年（明治29年） - ミルウォーキーのオットー・ストラックの事務所に製図工として勤務。長女キャサリン・エレノア・モーガン誕生。
- 1898年（明治31年） - 次女ルシル・ベアトリス・モーガン誕生。
- 1899年（明治32年） - フラー会社の招きにより、ストラックと共にニューヨークへ。
- 1902年（明治35年） - ストラックの事務所退所。
- 1904年（明治37年） - 長男ジェイ・ハーバート・モーガン誕生。
- 1905年（明治38年） - ニューヨークの大型劇場ヒッポドロームを設計。
- 1909年（明治42年） - チャールズ・A.リードの導きにより、ニューヨーク・セントラル鉄道会社入社。
- 1911年（明治44年） - リードの逝去に伴い、ニューヨーク・セントラル鉄道会社退社。マンハッタン区マディソン街331で設計事務所を自営。
- 1920年（大正9年）
  - 1月 - サンフランシスコからナイル号に乗り、日本へ出発。
  - 2月20日 - 日本（横浜港）に到着。
  - 3月19日 - フラー会社と三菱合資会社地所部が合弁会社・フラー建築株式会社を設立し、モーガンはフラー会社から唯一の建築家として参画。
  - 7月 - 丸ノ内ビルディング着工。
  - 9月 - 日本郵船ビル、日本石油ビル（有楽館）着工。石井たまのと知り合う
- 1922年（大正11年）
  - 8月 - 日本郵船ビル内に建築設計事務所を開設。
  - 12月 - フラー建築株式会社退社。
- 1923年（大正12年）9月 - 関東大震災。日本建築士会入会。
- 1926年（大正15年）4月 - 横浜露亜銀行（現在のラ・バンク・ド・ロア）内に事務所移転（横浜山下町51B）。
- 1928年（昭和3年） - ユニオン・ビルディング内に事務所移転（横浜山下町75）。
- 1937年（昭和12年）6月6日 - 横浜一般病院で逝去（68歳）。

## 主な作品

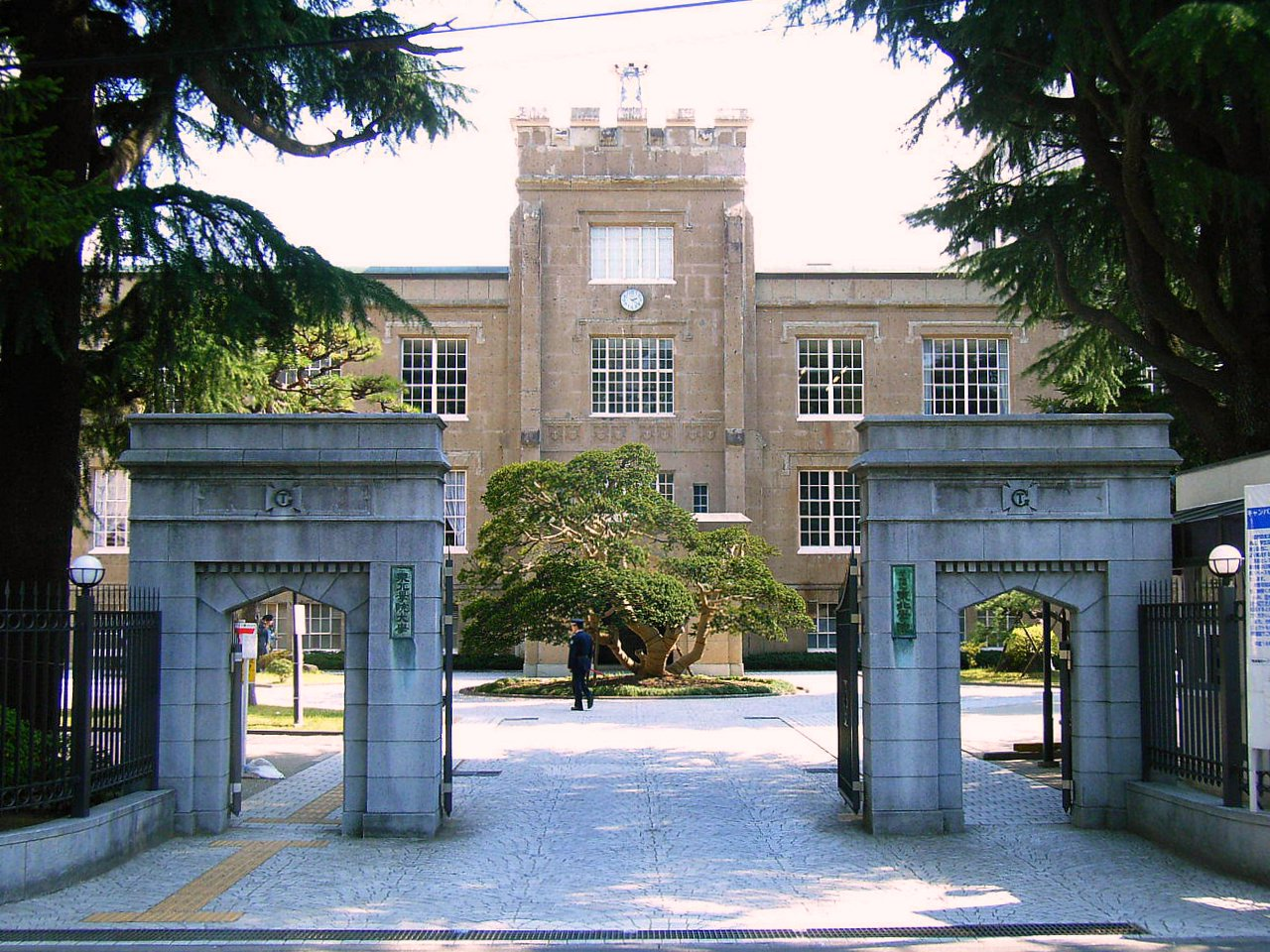
東北学院大学 本館
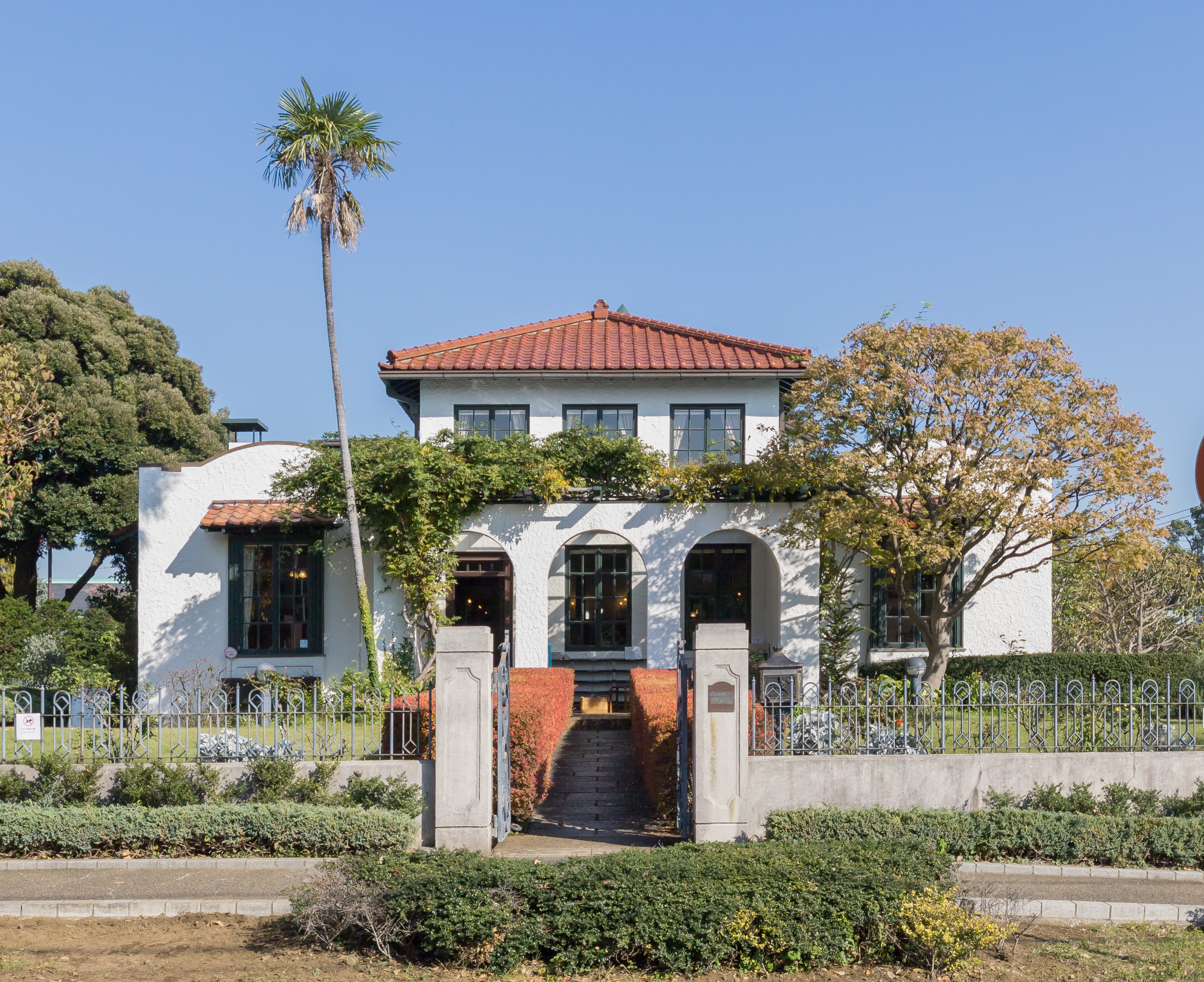
ラフィン邸（山手111番館）
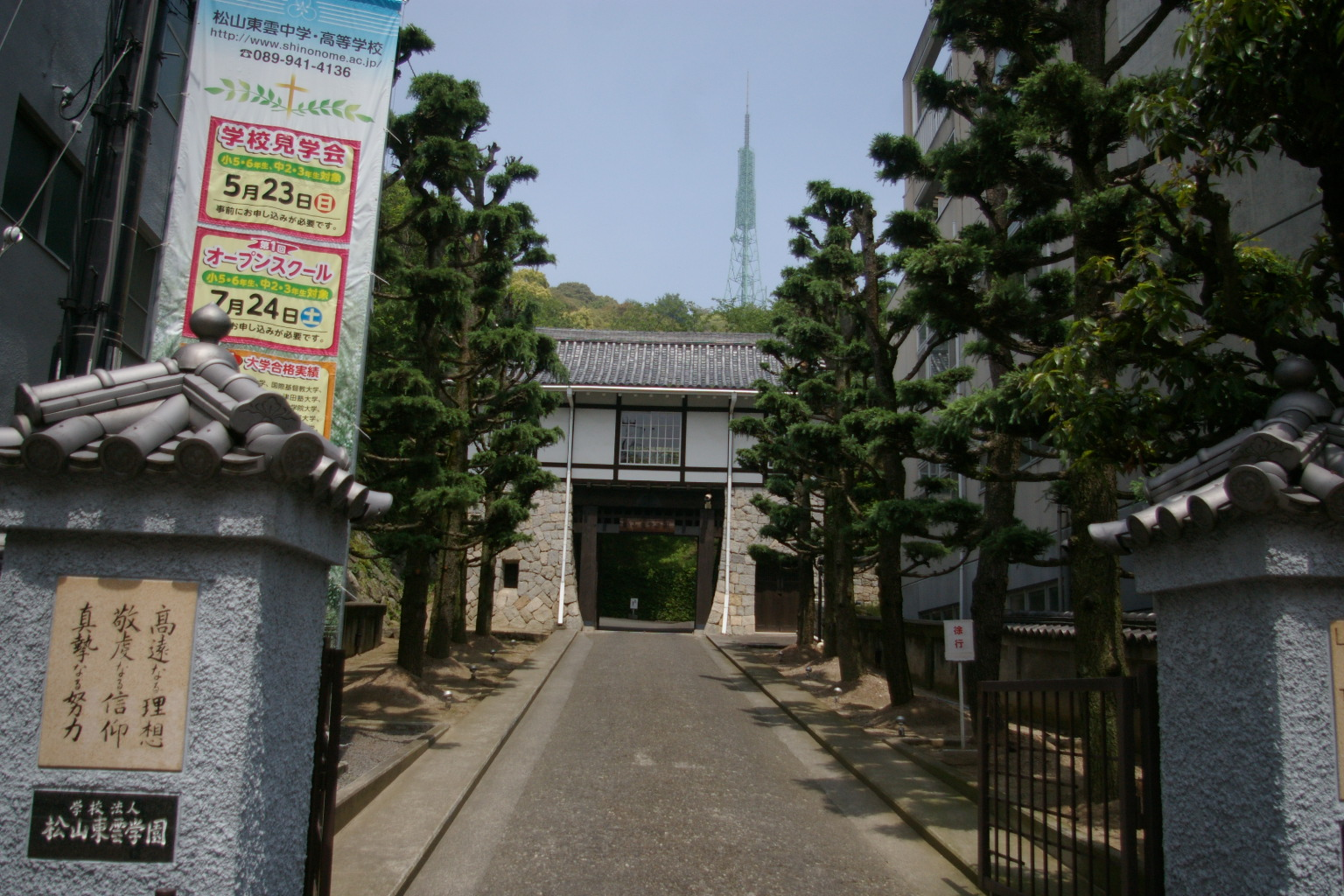
松山東雲学園正門
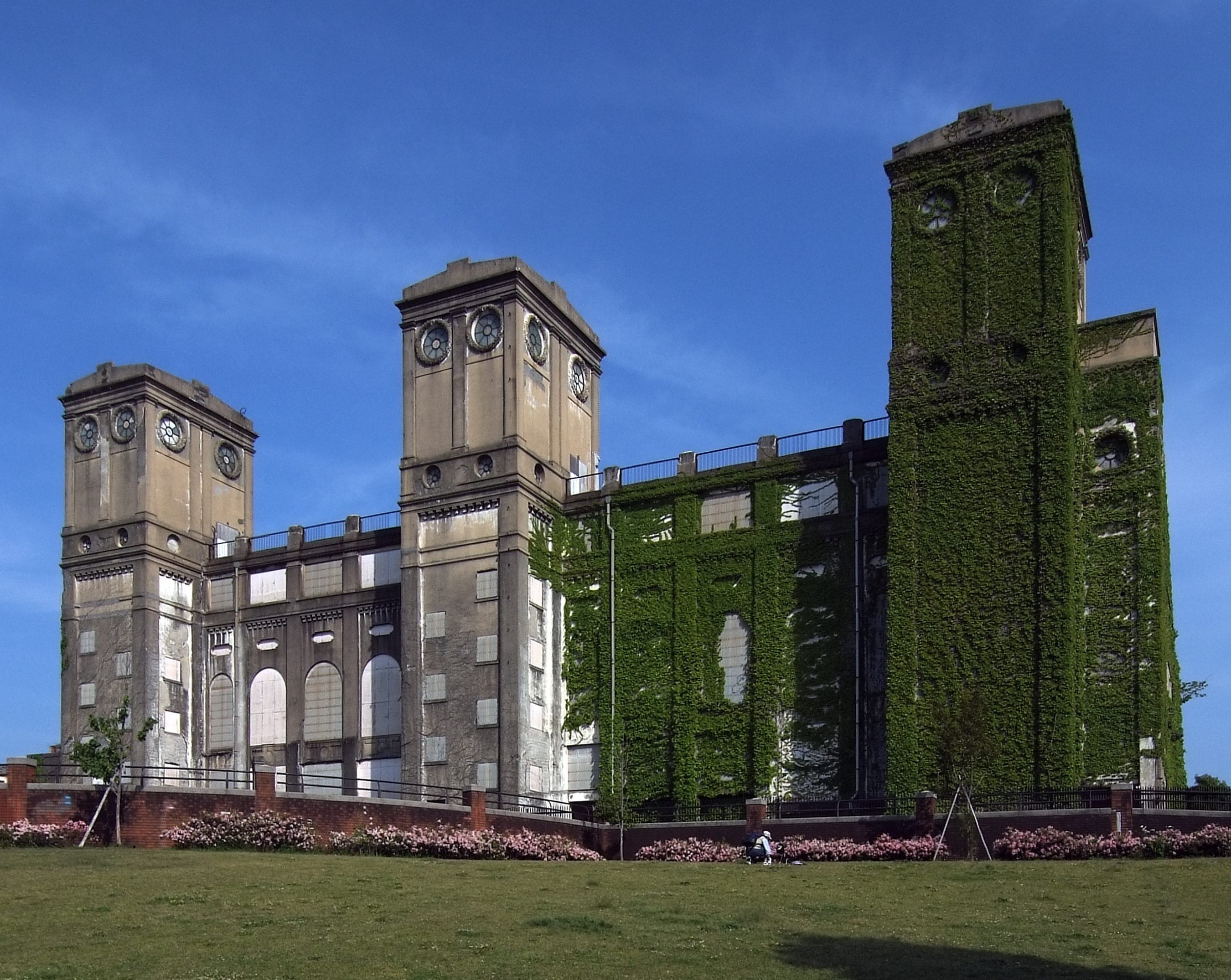
旧横浜競馬場一等馬見所
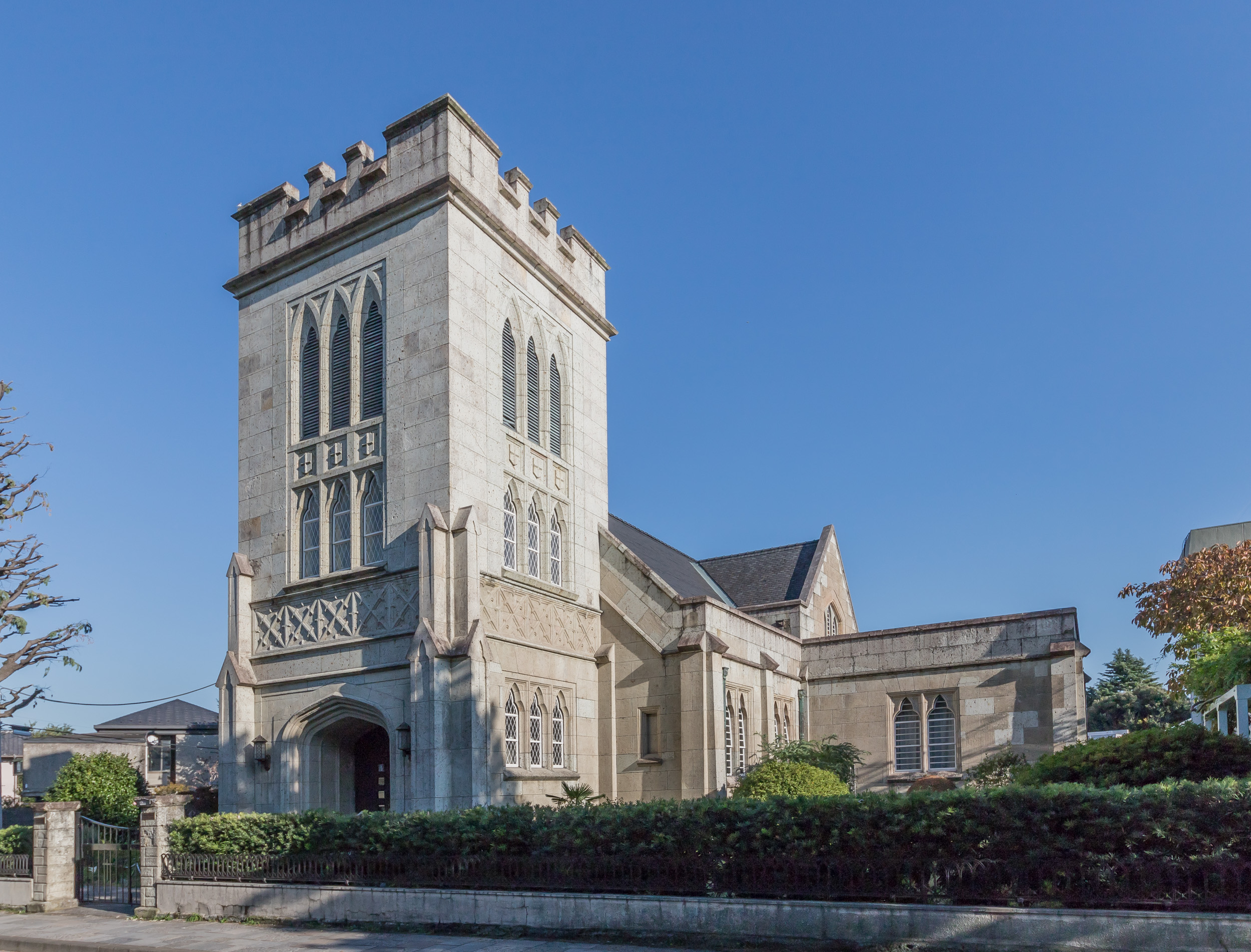
横浜山手聖公会
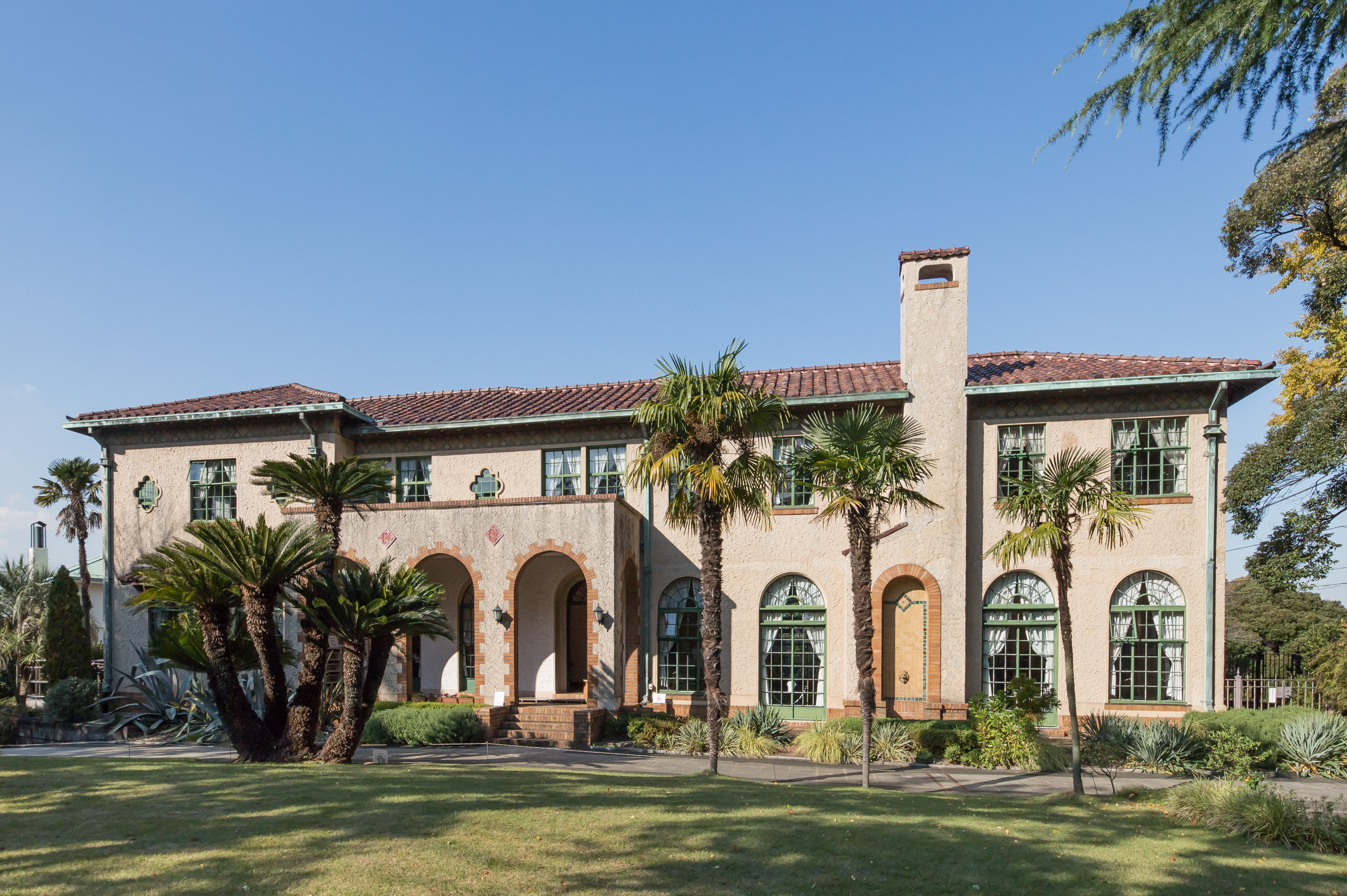
ベーリック・ホール
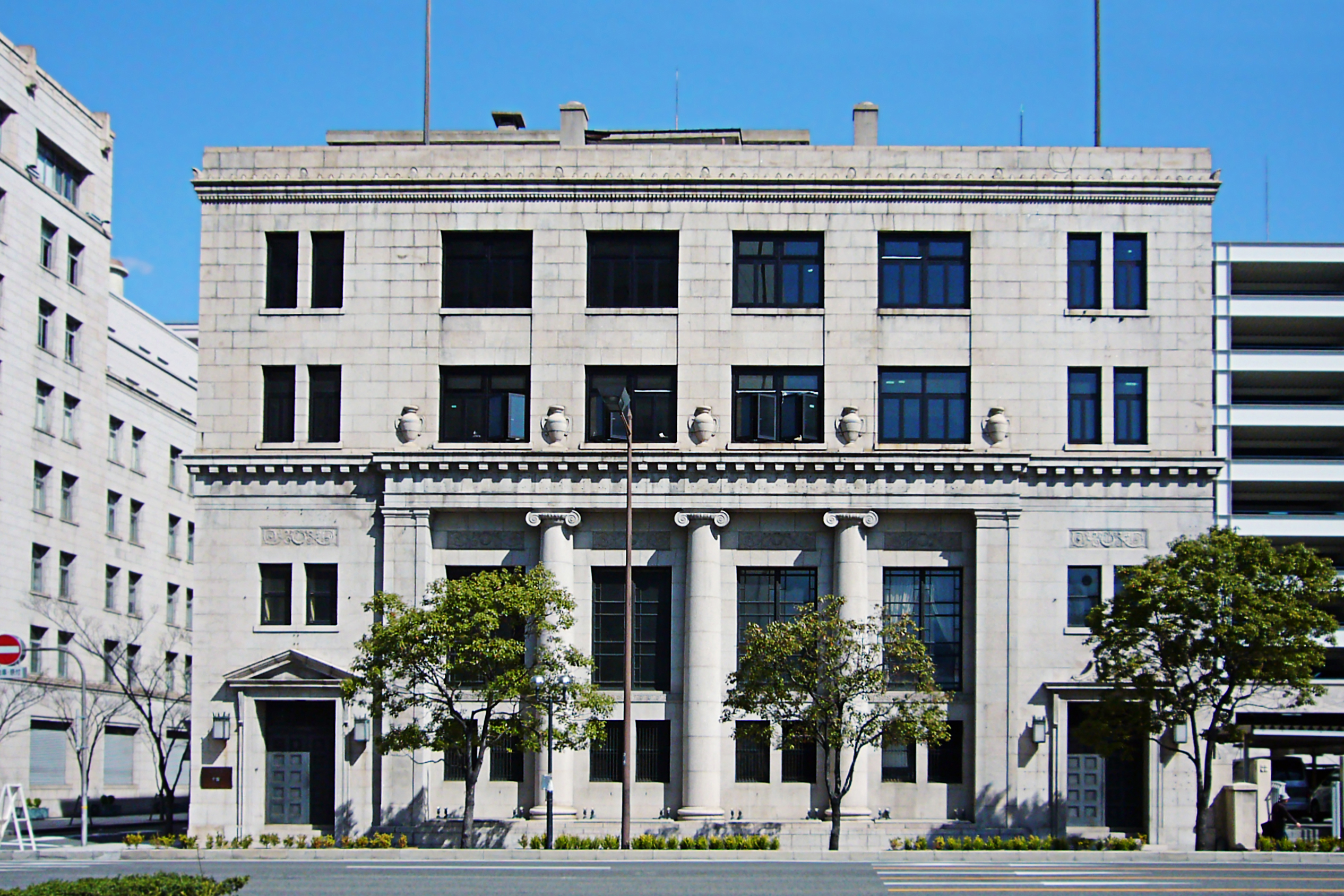
チャータードビル

| 建造物名                                                     | 年月               | 所在地       | 状態                   | 備考                                           |
| ------------------------------------------------------------ | ------------------ | ------------ | ---------------------- | ---------------------------------------------- |
| クレセント・ビル                                             | 1921年（大正10年） | 兵庫         | 現存せず               |                                                |
| 立憲政友会本部                                               | 1923年（大正12年） | 東京         | 現存せず               |                                                |
| 三崎会館改修工事                                             | 1924年（大正13年） | 東京         | 現存せず               |                                                |
| ヨコハマ・カントリー・アンド・アスレチック・クラブ（YC＆AC） | 1925年（大正14年） | 神奈川       | 現存                   | 日本最古の会員制スポーツ施設                   |
| 東北学院専門部校舎（現東北学院大学本館）                     | 1926年（昭和元年） | 宮城         | 登録有形文化財         |                                                |
| 東北学院専門部正門（現東北学院大学正門）                     | 1926年（昭和元年） | 宮城         | 現存                   |                                                |
| ラフィン邸（山手111番館）                                    | 1926年（昭和元年） | 神奈川       | 現存                   |                                                |
| ウォベター邸                                                 | 1926年（昭和元年） | 兵庫         | 現存せず               |                                                |
| メンデルソン邸                                               | 1926年（昭和元年） | 神奈川       | 現存せず               |                                                |
| 立教大学ライフスナイダー館                                   | 1926年（昭和元年） | 東京         | 現存                   |                                                |
| 関東学院高等学部校舎                                         | 1927年（昭和2年）  | 神奈川       | 現存せず               |                                                |
| ユニオン・ビルディング                                       | 1927年（昭和2年）  | 神奈川       | 現存せず               |                                                |
| 中外舎蜜工場                                                 | 1927年（昭和2年）  | 大阪         | 現存せず               |                                                |
| 松山女学校体育館・宣教師館（現松山東雲学園）                 | 1927年（昭和2年）  | 愛媛         | 現存せず               |                                                |
| 東北学院ハウスキーパー社交館                                 | 1928年（昭和3年）  | 宮城         | 現存せず               |                                                |
| ジレット邸                                                   | 1928年（昭和3年）  | 神奈川       | 現存せず               |                                                |
| 松山女学校寄宿舎・正門（現松山東雲学園）                     | 1928年（昭和3年）  | 愛媛         | 正門のみ現存           |                                                |
| ニューヨーク・ナショナル・シティ銀行横浜支店                 | 1929年（昭和4年）  | 神奈川       | 現存せず               |                                                |
| 尚絅女学院インディアナ・ビルディング                         | 1929年（昭和4年）  | 宮城         | 現存せず               |                                                |
| 関東学院中等部 旧本館                                        | 1929年（昭和4年）  | 神奈川       | 現存せず               | 2016年解体。旧本館の外観を新築校舎に復元予定。 |
| 根岸競馬場一等馬見所                                         | 1929年（昭和4年）  | 神奈川       | 現存                   | 根岸森林公園内                                 |
| ニューヨーク・ナショナル・シティ銀行支店長宅                 | 1930年（昭和5年）  | 神奈川       | 現存せず               |                                                |
| ベリック邸（現ベーリックホール）                             | 1930年（昭和5年）  | 神奈川       | 横浜市認定歴史的建造物 |                                                |
| 根岸競馬場二等馬見所                                         | 1930年（昭和5年）  | 神奈川       | 現存せず               |                                                |
| チャータード銀行横浜支店                                     | 1931年（昭和6年）  | 神奈川       | 現存せず               |                                                |
| 横浜山手聖公会聖堂                                           | 1931年（昭和6年）  | 神奈川       | 横浜市認定歴史的建造物 |                                                |
| モーガン邸                                                   | 1931年（昭和6年）  | 神奈川       |                        | 2007年、2008年の不審火で損傷するが、再建予定。 |
| アメリカ領事館                                               | 1932年（昭和7年）  | 神奈川       | 現存せず               |                                                |
| 東北学院ラーハウザー記念礼拝堂                               | 1932年（昭和7年）  | 宮城         | 登録有形文化財         |                                                |
| 香港上海銀行横浜支店                                         | 1933年（昭和8年）  | 神奈川       | 現存せず               |                                                |
| ホテル・ニュー・グランド増築工事                             | 1933年（昭和8年）  | 神奈川       |                        | 屋上の増築                                     |
| 香港上海銀行支店長住宅                                       | 1934年（昭和9年）  | 神奈川       | 現存せず               |                                                |
| シーベル・ヘグナー・ビルディング                             | 1935年（昭和10年） | 神奈川       | 現存せず               |                                                |
| デビン邸別宅                                                 | 1936年（昭和11年） | 長野・軽井沢 | 現存                   |                                                |
| クック邸                                                     | 1936年（昭和11年） | 神奈川       | 現存せず               |                                                |
| 立教大学予科校舎（現立教大学4号館）                          | 1937年（昭和12年） | 東京         | 現存                   |                                                |
| 横浜一般病院                                                 | 1937年（昭和12年） | 神奈川       | 現存せず               |                                                |
| チャータード銀行神戸支店（チャータードビル）                 | 1937年（昭和12年） | 兵庫         | 現存                   |                                                |

### その他
- 横浜外国人墓地正門（大正期の竣工）神奈川・現存